# 元袭 (河东郡太守)
元袭（486年—529年7月12日），字子绪，河南郡洛阳县（今河南省洛阳市东）人，追尊魏景穆帝拓跋晃曾孙，洛州刺史、武公元某之子，北魏宗室、官员。

## 生平
元袭在二十岁左右以著作佐郎为起家官，转任司徒主簿，升任辅国将军、直阁将军、司州治中，很快转任后将军、河东郡太守。永安二年（529年），元颢在南梁的支持下攻入洛阳，薛永宗、薛修义等人又聚集党徒作乱，想要呼应元颢。薛孝通与自己亲近的人商议说：“北海王乘虚长途跋涉而来，三吴的士兵在北方不能久留，事情一定不会成功。现在如果和薛永宗等人一起反叛，是要灭族的。”薛孝通于是率领近亲，与河东郡太守元袭紧闭城门坚守。元袭因为有功，转任平东将军、□川郡太守，未及上任就于永安二年六月廿一日（529年7月12日）在私人住宅中去世，虚岁四十四，皇帝诏令赠予使持节、散骑常侍、都督青州诸军事、中军大将军、青州刺史，谥号文公，太昌元年十一月十九日（532年12月31日）陪葬于长陵。

## 其他
尔朱荣发动河阴之变后，薛憕从洛阳回到河东郡，在堂叔薛怀俊家中居住，不与外人交往，成天读书，亲手抄写约二百卷书籍。只有河东郡太守元袭经常邀请薛憕屈驾光临，以平等的礼节对待薛憕。

## 家庭

### 曾祖
- 拓跋晃，北魏恭宗景穆皇帝[2]

### 祖父
- 拓跋子推，北魏京兆康王[2]

### 父亲
- 元某，北魏洛州刺史、武公[2]

### 兄弟
- 元瑗，北魏平北将军、殷州刺史[5]